# 230 TCN
230 TCN là một năm trong lịch La Mã.

## Sự kiện
Tần tiêu diệt nước Hàn và bắt đầu chiến dịch thống nhất Trung Hoa

## Mất
- Hoa Dương thái hậu